# Grøn Grundlov
Grøn Grundlov er et forslag om at tilføje en miljø- og klimabestemmelser til Grundloven. Hensigten fra forslagsstillerne er at langtidssikre klimaindsatsen og beskyttelsen af miljøet i Danmark. 149 andre lande verden over har grønne bestemmelser indskrevet i sine forfatninger ifølge forslagsstillerne, men den danske Grundlov indeholder ikke miljøbestemmelser.
Idéen blev i første omgang drøftet på Folkemødet 2019 under en debat arrangeret af Boston Consulting Group, Grundfos, Novozymes og Folkekirkens Nødhjælp. I løbet af efteråret 2019 blev idéen efterfølgende privatpersoner i debatindlæg, hvorefter Boston Consulting Group og Grundfos gik ud og søgte om støtte til en egentlig koalition bag projektet. Samtidig lancerede de en hjemmeside som en platform for forslaget.
Flere har kritiseret forslaget for at være uden effekt og uhensigtsmæssigt i en dansk forfatningsmæssig tradition. Det gælder bl.a. økonomiprofessor Christian Bjørnskov og Berlingskes lederskribent Thomas Bernt Henriksen.